# Космос-2251
Космос-2251 је један од преко 2400 совјетских вјештачких сателита лансираних у оквиру програма Космос.
Космос-2251 је лансиран са космодрома Плесецк, Русија, 16. јуна 1993. Ракета-носач Космос је поставила сателит у орбиту око планете Земље. Маса сателита при лансирању је износила 900 килограма. Космос-2251 је био комуникациони сателит.
Занимљиво је да је у фебруару 2009. дошло до судара сателита Космос-2251 са сателитом Иридијум.